# NGC 5395
NGC 5395 je spiralna galaktika u zviježđu Lovačkim psima. U međudjelovanju je s galaktikom NGC 5394.

## Vanjske poveznice
- (engl.) SEDS: NGC 5395
- (engl.) Revidirani Novi opći katalog
- (engl.) Izvangalaktička baza podataka NASA-e i IPAC-a
- (engl.) Astronomska baza podataka SIMBAD
- (engl.) VizieR
- DSS-ova slika NGC 5395  Arhivirana inačica izvorne stranice od 3. kolovoza 2016. (Wayback Machine)